# مايكل برادلي (كرة سلة)
مايكل برادلي (بالإنجليزية: Michael Bradley)‏ مواليد 18 أبريل 1979 في ورسستر، هو لاعب كرة سلة أمريكي سابق أصبح مدرباً بدأ مسيرته الاحترافية في سنة 2001. يبلغ طوله 6 قدم 10 بوصة (2.1 م). اعتزل اللعب في 2010.

## فرق لعب لها
- تورونتو رابتورز
- أتلانتا هوكس
- أورلاندو ماجيك
- سكرامنتو كينغز
- فيلادلفيا سفنتي سيكسرز
- سان سباستيان غيبوثكوا بي سي
- ألبا برلين
- زالغيريس لكرة السلة

## روابط خارجية
- مايكل برادلي على موقع إن بي أي (الإنجليزية)
- مايكل برادلي على موقع سبورتس رفرنس (الإنجليزية)
- مايكل برادلي على موقع الدوري الإسباني لكرة السلة (الإسبانية)
- مايكل برادلي على موقع كرة السلة الأوروبية.كوم (الإنجليزية)
- مايكل برادلي على موقع كلية كرة السلة في سبورتس رفرنس.كوم (الإنجليزية)
- مايكل برادلي على موقع ريلجم (الإنجليزية)
- مايكل برادلي على موقع بروبوليرز (الإنجليزية)
- مايكل برادلي على موقع سبورتس رفرنس (الإنجليزية)